# Germolles-sur-Grosne
Germolles-sur-Grosne település Franciaországban, Saône-et-Loire megyében. Lakosainak száma 130 fő (2022. január 1.). Germolles-sur-Grosne Tramayes, Cenves és Deux-Grosnes községekkel határos.

## Népesség
A település népességének változása:
| Lakosok száma | 134  | 128  | 132  | 127  | 126  | 125  | 125  | 124  | 130  |
|               | 2013 | 2015 | 2016 | 2017 | 2018 | 2019 | 2020 | 2021 | 2022 |